# Chamaedorea ibarrae
Chamaedorea ibarrae là loài thực vật có hoa thuộc họ Arecaceae. Loài này được Hodel mô tả khoa học đầu tiên năm 1992.